# Chicco biondo
Chicco biondo è un singolo del gruppo musicale italiano Modà, pubblicato il 30 ottobre 2020 come secondo estratto dalla ristampa del settimo album in studio Testa o croce (2020 Edition).

## Descrizione
Il brano è stato annunciato il 27 ottobre 2020.  Si presenta come una ballata.

## Tracce
1. Chicco biondo – 3:47